# Вильяэрмоса (Табаско)
Вильяэрмо́са или Ви́лья-Эрмо́са (исп. Villahermosa) — город в Мексике, столица штата Табаско, входит в состав муниципалитета Сентро и является его административным центром. Численность населения, по данным переписи 2020 года, составила 340 060 человек.

## Общие сведения
Название Villahermosa с испанского языка можно перевести как: красивый городок.
Всё политическое руководство штата находится в Вильяэрмосе. Также он является важным деловым центром для мексиканской нефтяной промышленности. В городе работают филиалы крупнейших национальных банков.

### География
Вильяэрмоса находится на юго-востоке Мексики, между реками Грихальва и Каррисаль. Средняя высота города составляет 10 метров над уровнем моря. Город также имеет несколько лагун, крупнейшей и наиболее важной из них является Лагуна Иллюзий (исп. La Laguna de las Ilusiones).

### Климат
Как и большинство территорий штата Табаско, в Вальяэрмосе преобладает тропический климат. В летние и весенние сезоны температура может достигать 40°С, при влажности 30 %. Во время короткой зимы, преобладает очень влажный климат со средними температурами 28°С.
Весной расцветает множество растений, и город преображается. Среди них огненное дерево, гваяковое дерево, табебуйя и другие тропические растения.
| Показатель                                  | Янв.  | Фев. | Март | Апр. | Май   | Июнь  | Июль  | Авг.  | Сен.  | Окт.  | Нояб. | Дек.  |
| ------------------------------------------- | ----- | ---- | ---- | ---- | ----- | ----- | ----- | ----- | ----- | ----- | ----- | ----- |
| Средний суточный максимум, °C               | 28,2  | 29,3 | 32,3 | 33,9 | 35,4  | 34,5  | 34,0  | 34,0  | 33,2  | 31,4  | 30,3  | 28,7  |
| Средний суточный минимум, °C                | 19,4  | 19,8 | 21,4 | 23,0 | 24,4  | 24,1  | 23,8  | 23,7  | 23,7  | 23,0  | 21,7  | 20,2  |
| Норма осадков, мм                           | 116,1 | 89,7 | 48,5 | 44,0 | 102,1 | 225,0 | 173,0 | 242,4 | 303,1 | 323,6 | 176,8 | 166,1 |
| Источник: World Weather Information Service |       |      |      |      |       |       |       |       |       |       |       |       |

### Воздушное сообщение
Аэропорт Карлос Ровироса Перес — современный международный аэропорт, с большим количеством терминалов. Авиаперевозки осуществляют несколько национальных авиаперевозчиков, а также Continental Airlines имеющая прямой международный рейс в Хьюстон.

## История
В 1557 году группа переселенцев из города Санта-Мария-де-ла-Виктория, подвергавшийся нападениям пиратов, отправилась в верх по течению Грихальвы, в поисках более укромного места. Примерно в 100 км они нашли рыбацкую деревушку Трес-Ломас, где и решили обосноваться, назвав новое поселение Сан-Хуан-Баутиста.
В 1564 году Диего де Кихада во время своей поездки по провинции Табаско в качестве алькальда Юкатана, Косумеля и Табаско, прибыл в тогдашнюю столицу Санта-Мария-де-ла-Виктория. Его проинформировали о тяжелом положении, в котором оказалась провинция из-за набегов английских пиратов, грабивших и устаивавших поджоги с 1557 года. Ему сообщили, что группа жителей, отправилась вверх по реке Грихальва, чтобы поселиться во внутренних районах провинции. 24 июня он достиг этого поселения, официально выделил ему земли, сделал межевание и присвоил название Вилья-Кармона, по названию родного города в Испании — Кармона.
В 1598 году король Филипп II присвоил поселению статус вильи, название Эрмоса-де-Сан-Хуан-Баутиста, и пожаловал королевский герб, который в настоящее время является гербом штата Табаско.
Из-за непрекращающихся нападений пиратов на город Санта-Мария-де-ла-Виктория, вице-король Диего Лопес Пачеко одобрил перенос столицы в Эрмоса-де-Сан-Хуан-Баутиста. 24 июня 1641 года произошла передача полномочий, а также город сменил название на Сан-Хуан-Баутиста-де-Вильяэрмоса.
В 1677 году город подвергся жёсткой атаке английских пиратов, поэтому правительство было эвакуировано в город Такотальпа, который оставался столицей до 15 августа 1795 года, когда полномочия вернулись Вильяэрмосе.
4 ноября 1826 года конгресс штата присвоил столице статус города под названием Сан-Хуан-Баутиста.
20 ноября 1840 года город был захвачен военными силами республики Техас, требовавшими выкуп $20000 серебром. Во время американо-мексиканской война в битве за Табаско, город был захвачен и оккупирован силами США. В 1863 году, во время французской интервенции в Мексике, город был оккупирован французскими войсками.
В начале XX века началась борьба с властью церкви в политике, что привело к переименованию населённых пунктов в которых упоминались святые, поэтому 3 февраля 1916 года губернатор Табаско — Франсиско Мухика своим указом переименовал столицу в Вильяэрмоса.
В настоящее время Вильяэрмоса это современный город на юго-востоке Мексики, являющийся наиболее важной деловой и коммерческой точкой между Мехико и Канкуном, после Мериды.

## Население
| Год  | Численность | Численность |
| ---- | ----------- | ----------- |
| 2000 | 330 846     | [ 6 ]       |
| 2005 | 335 778     | [ 7 ]       |
| 2010 | 353 577     | [ 8 ]       |
| 2020 | 340 060     | [ 9 ]       |

## Достопримечательности
В городе расположен музей-заповедник Ла-Вента, в котором находится небольшой зоопарк и самая большая коллекция артефактов ольмеков.
Из других достопримечательностей стоит выделить:
- Театр искусств Ирис
- Площадь де Армас Вильяэрмоса (центральная площадь)
- Зона Лус (центр города)
- Кафедральный собор Сеньор де Табаско
- Комплекс CICOM
- Парк им. Томаса Гарридо Канабала
- Музей истории Табаско
- Юмка́ (зоопарк, со свободным перемещением животных)
- Парк Ла-Шоко
- Детский музей Папагойя

## Города-побратимы
- Сан-Бернардино, штат Калифорния, США.
- Коацакоалькос, штат Веракрус, Мексика.

## Галерея

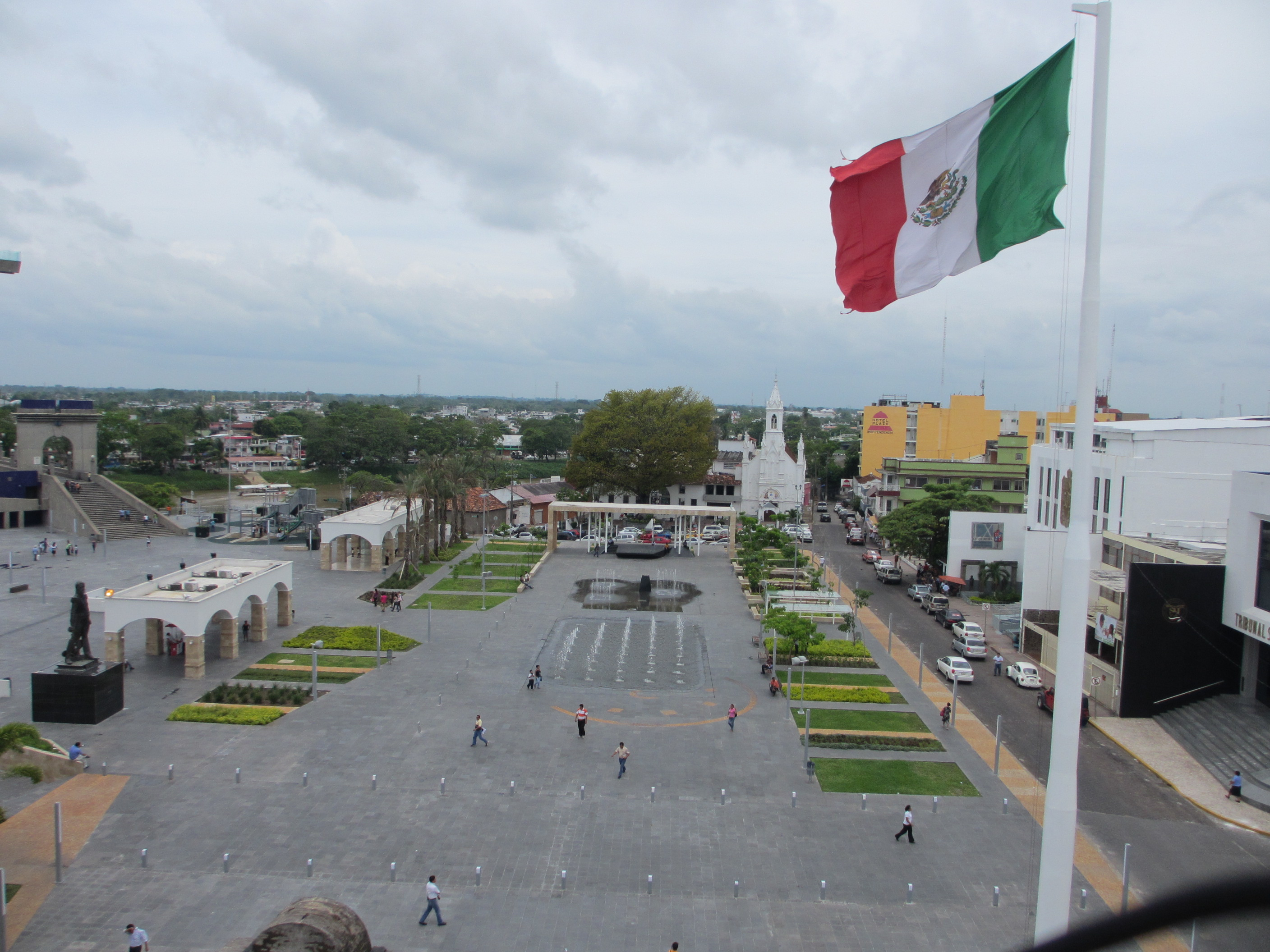
Исторический центр города
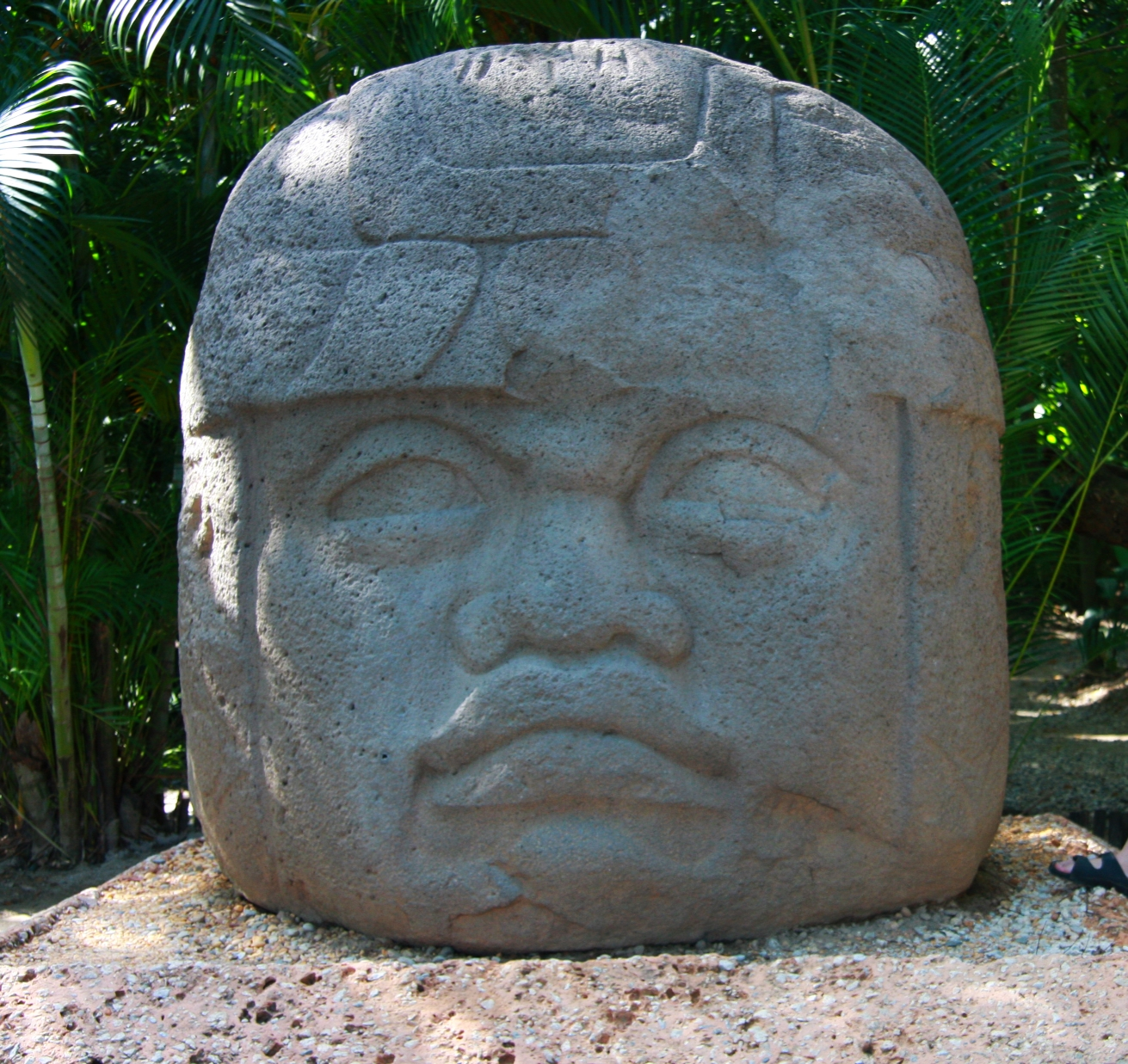
Экспонат музея Ла-Вента
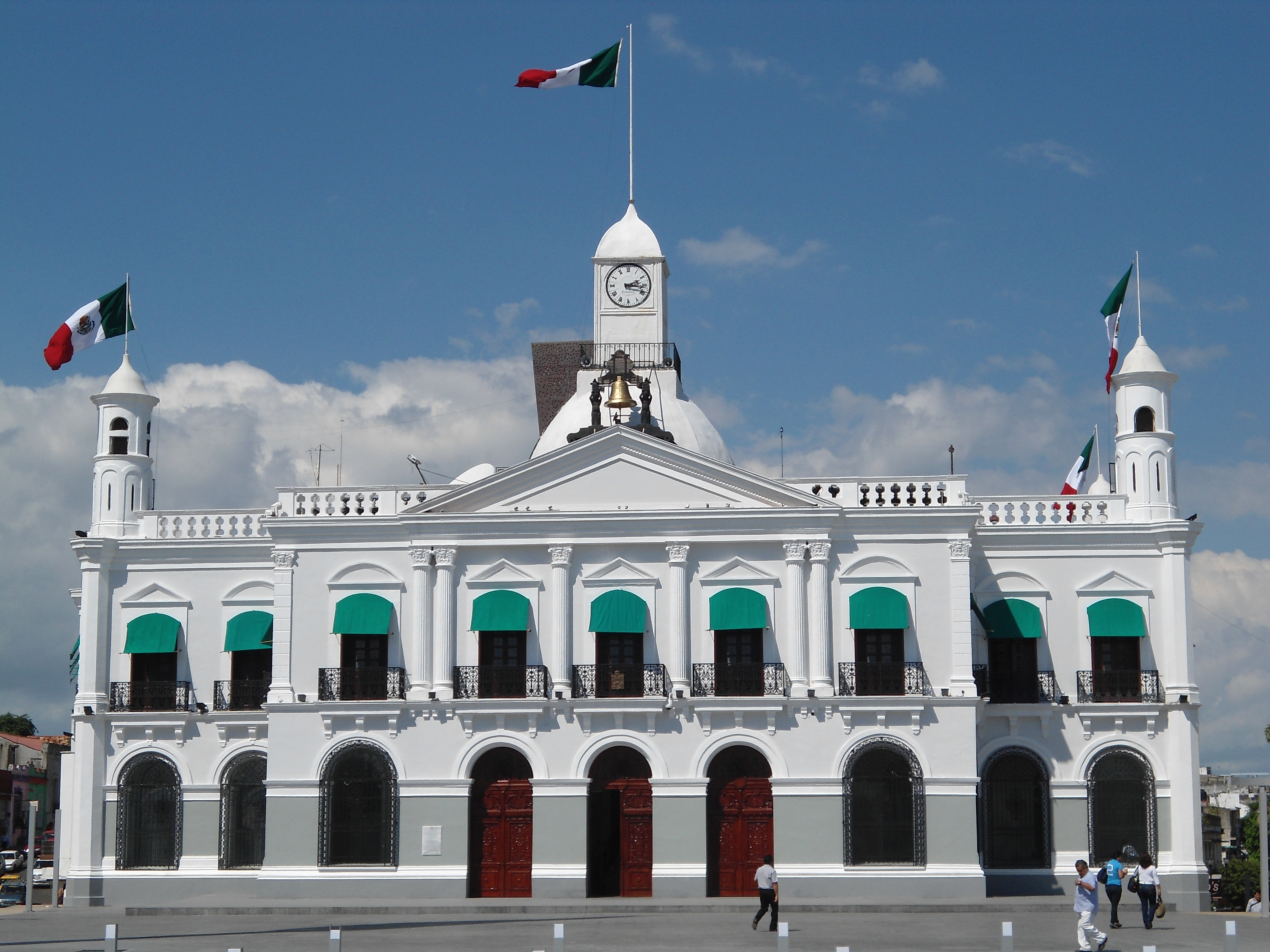
Резиденция губернатора
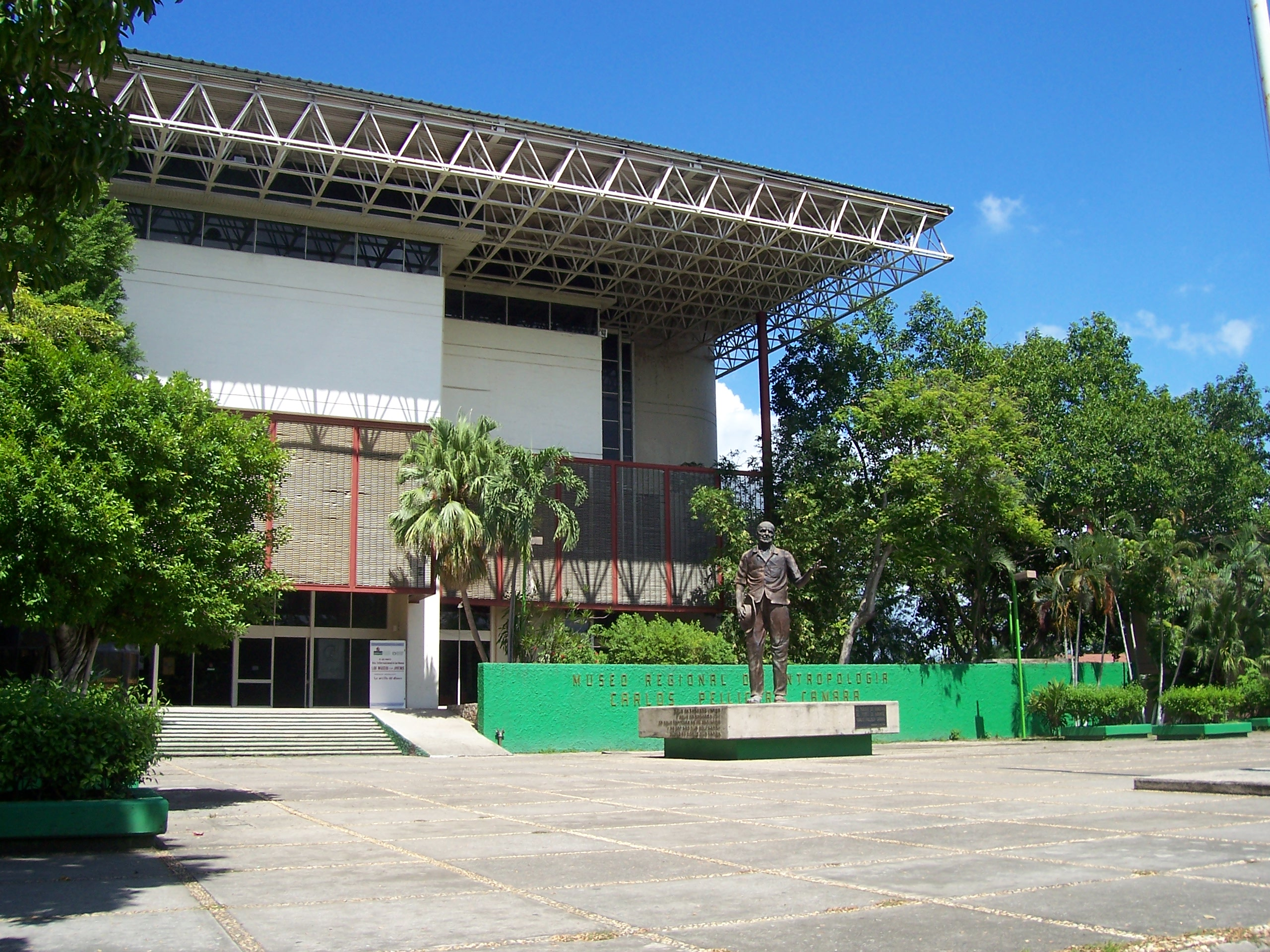
Музей
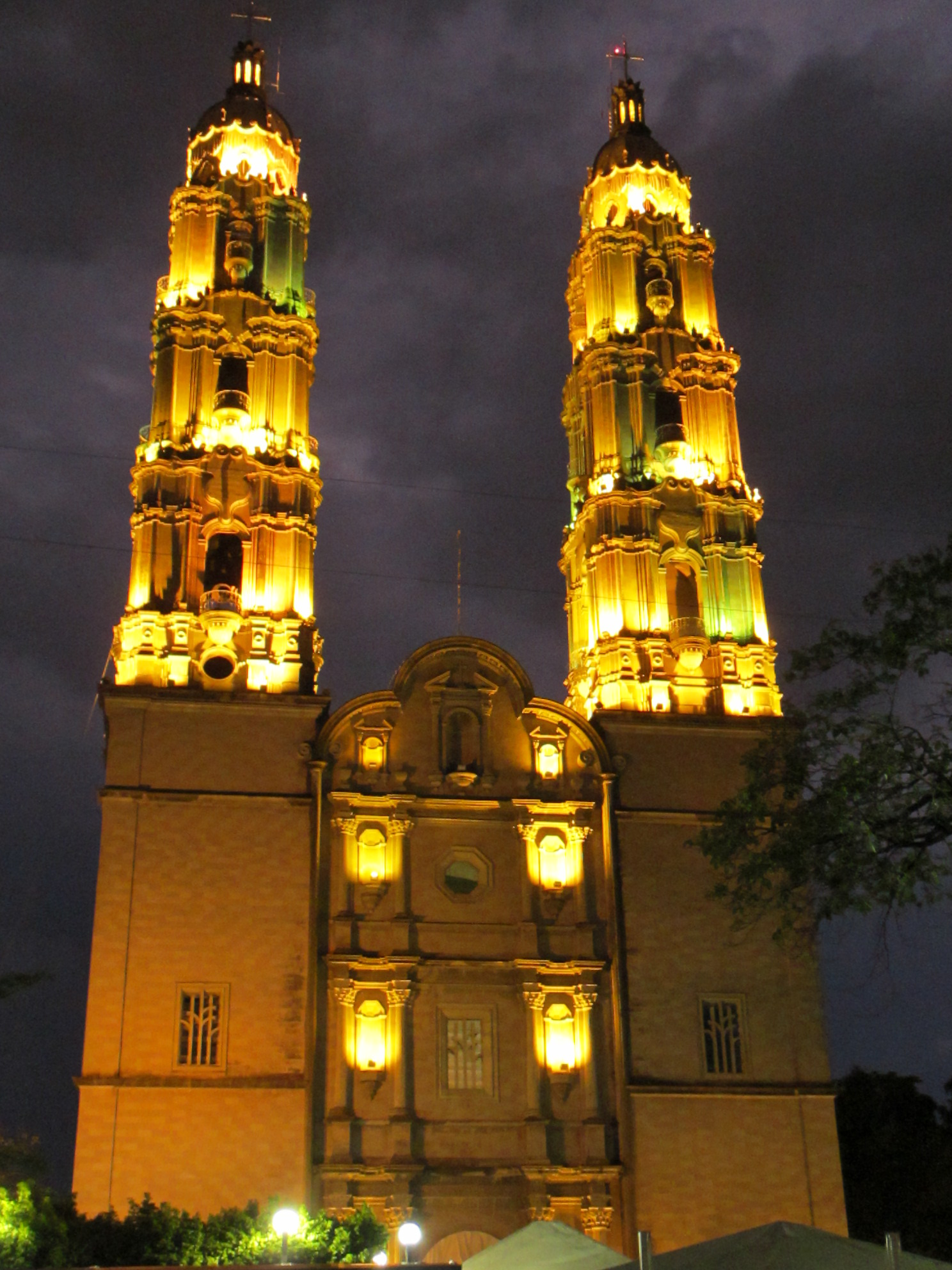
Кафедральный собор
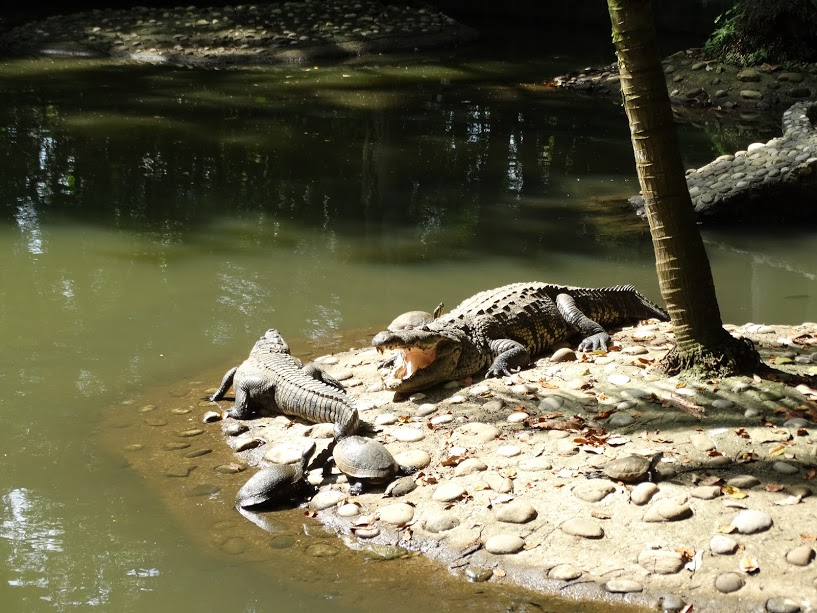
Крокодилы и черепахи в парке Юмка́